# Kettlefoot Fire Lookout Tower
La Kettlefoot Fire Lookout Tower est une tour de guet du comté de Johnson, dans le Tennessee, aux États-Unis. Située à 1 180 mètres d'altitude au sommet de Doe Mountain, dans les montagnes Blue Ridge, elle est protégée au sein de la forêt nationale de Cherokee. Construite en 1948, elle est inscrite au Registre national des lieux historiques depuis le 20 novembre 2015.